# Ingo York

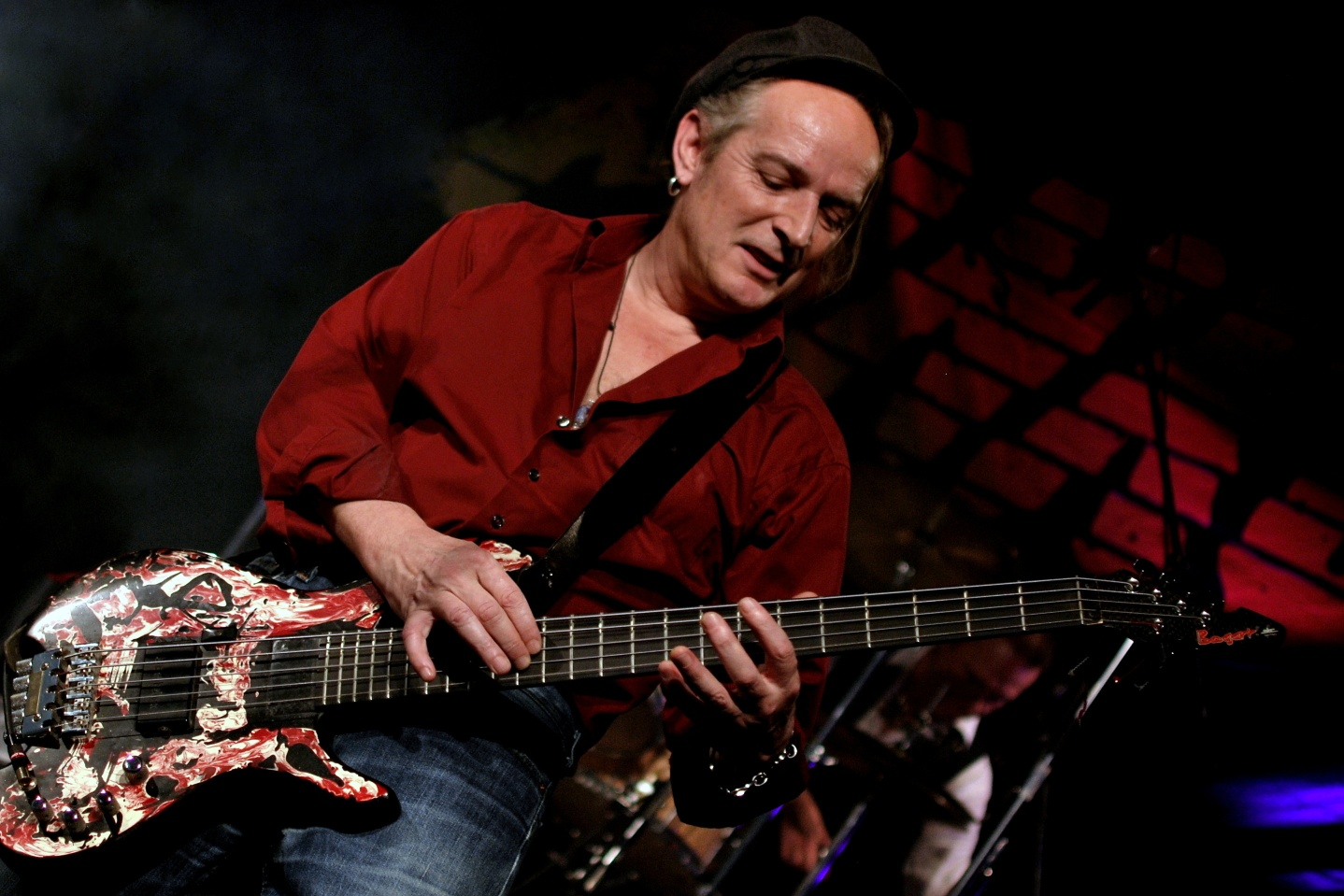
Ingo York (2011)

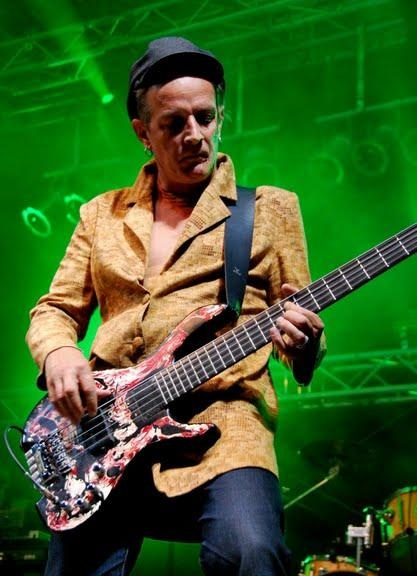
Ingo York (2012)

Ingo York (* 1961) ist ein deutscher Musiker, Komponist und Texter, der auch als Gast- und Begleitmusiker in Erscheinung tritt. Er spielt E-Gitarre, Bass und Akustikgitarre. In den 1980er Jahren war er unter seinem früheren Namen Ingo Griese Bassist bei den bekannten DDR-Rockgruppen Rockhaus und Pankow.

## Beteiligungen
Griese war Mitglied in einer Schülerband, die Anfang 1979 mit einer anderen Schülerband fusionierte und sich daraufhin in Rockhaus umbenannte. Für verschiedene Songs von Rockhaus, die in den 1980er Jahren zu den beliebtesten Rockbands der DDR gehörten, zeichnete er in Zusammenarbeit mit Katherina Koch für die Texte verantwortlich. 1986 verließ er Rockhaus und spielte von 1987 bis 1990 bei Pankow.
Nach der Wende arbeitete er mehr als zehn Jahre als Studiobassist im US-amerikanischen San Francisco. Er spielte bei der Sam Andrew Band, war mit Neil Diamond und Liza Minnelli auf Tournee.
Seit 2001 arbeitet Ingo York als Musiker und Komponist mit Ulla Meinecke zusammen. So begleitete er 2005/2006 Ulla Meinecke bei ihren musikalischen Lesungen ihres Buches auf der Bühne und spielt in der Ulla Meinecke Band Bassgitarre.
2009 fand die Premiere des Rainer Kirchmann Trio im Theaterkeller des Stadttheaters Luckenwalde statt. Zum Trio gehören neben Rainer Kirchmann am Klavier, Ingo York an der Bassgitarre und an der Gitarre Jan Maihorn.
2009 spielte er bei der Richard-Wester-Show dedicated lovesongs Gitarre und begleitete Hans Werner Olm 2010 bei seiner Tournee Sing dein Ding.
Auf Jennifer Rushs CD Now Is the hour (2010) tritt York in der Mehrzahl der Songs als Ko-Interpret in Erscheinung. Des Weiteren arbeitete er als Studiomusiker und spielte unter anderem auf Alben vom DSDS-Gewinner Thomas Godoj sowie Michelle Hunziker, Roberta Donnay und Nevio.
2010 fand die Uraufführung des Theaterstückes Der Schlagerexorzist von Dietmar Löffler im Schlossparktheater in Berlin statt. In der Persiflage auf die Machenschaften der Plattenindustrie verkörpert er den Musiker „Carlos“. 2011 fand ebenfalls am Berliner Schlossparktheater die Premiere des Theaterstückes Alexandra – Glück und Verhängnis eines Stars von Michael Kunze statt, in dem York als Musiker mitwirkte.
2010 erschien die DVD-Edition Ost-Rock Klassik, auf der diverse „Ostbands“ zusammen mit dem Deutschen Filmorchester Babelsberg auftreten. Auf dieser am 11. September 2010 in der Berliner Kindl-Bühne Wuhlheide aufgenommenen Live-DVD sind Rockhaus mit Mich zu lieben, Bleib cool und I.L.D und Pankow mit Langeweile, Inge Pawelczik und Wetten du willst vertreten. York spielt bei beiden Bands den Bass. Im Booklet wird Ingo York bei den Rockhaus-Titeln unter seinem früheren Namen Ingo Griese als Mitkomponist erwähnt.
An der Einspielung des 2011 erschienenen Albums Neuer Tag in Pankow von Pankow war York als Gastmusiker und mit einem Titel (Wie weit kannst du gehen) auch als Komponist und Texter beteiligt. Bei der Ende 2011 folgenden Tournee anlässlich des 30-jährigen Bandjubiläums stand er ebenfalls als Gastmusiker mit auf der Bühne.

## Weitere Teilnahmen
- Nik Page: Sacrifight, BMG Berlin Musik GmbH, Bassgitarre bei den Titeln 1, 3, 8, 12[14]
- Ulla Meinecke: Im Augenblick, the-berliner.com – SPV, Arrangement, Bass, Akustik-Gitarre, Keyboard, Synthesizer, Schlagzeug-Programmierung
- Tobias Regner: She’s So, Sony BMG Music Entertainment (Germany), Bass, Titel 1, 3, 4
- Tobias Regner: I Still Burn, Sony BMG Music Entertainment (Germany), Bass
- Tobias Regner: Cool Without You, Sony BMG Music Entertainment (Germany), Bass
- Luttenberger*Klug Mach Dich Bereit, DEAG Music, Titel 3: Vergiss Mich, Bass
- Thomas Godoj: Love Is You, Columbia, Bass
- Thomas Godoj: Helden Gesucht, Columbia, Bass
- Ingo York: Heartbreaker